# Cydweli (Cantref)
Cydweli war ein mittelalterliches Cantref in Südwestwales. 
Das walisische Cantref Cydweli erstreckte sich von der Küste der Carmarthen Bay bis zum Afon Tiwy im Westen und Norden, bis zum River Loughor im Südosten und bis zum Black Mountain im Nordosten. Im Norden schloss sich das Cantref Mawr an, das zum Kerngebiet des Fürstentums Deheubarth gehörte. Das Cantref war in die drei Commotes Cydweli im Westen, Carnwyllion im Süden und Iscennen im Norden unterteilt. 
Der Name Cidwely wurde erstmals im 9. Jahrhundert als Cetgueli erwähnt. Das Cantref war ein Teil von Ystrad Tywi und gehörte damit zu Deheubarth. 1102 vergab es König Heinrich I. zunächst an den Waliser Hywel ap Goronwy, dem er es jedoch bereits 1105 wieder entzog. Nach 1106 wurde das an der Küste gelegene Commote Cydweli von Bischof Roger von Salisbury erobert, der Kidwelly Castle an der Mündung des Gwendraeth als Mittelpunkt seiner neuen Herrschaft errichtete. Unmittelbar südlich der Burg entstand eine englische Siedlung, in deren engeren Umkreis sich englische, normannische und flämische Siedler niederließen, die in der fruchtbaren Küstenebene Schafzucht betrieben. Die Region unmittelbar um die Kidwelly genannte Siedlung wurde deshalb Englishry oder foreignry genannt, die östlich gelegenen, hügeligen und großteils dicht bewaldeten Teile des Cantrefs blieben dagegen unter walisischer Kontrolle. Die kleine anglonormannische Herrschaft war eine kleinere Baronie der Welsh Marches und ein Bindeglied zwischen der anglonormannischen Herrschaft Gower und dem direkt dem englischen König unterstellten Carmarthen Castle. Den anglonormannischen Eroberern gelang es jedoch nicht, ihr Territorium durch ein Netz von Burgen zu sichern, und die Baronie wurde bis in die Mitte des 13. Jahrhunderts mehrfach Ziel von Überfällen und Angriffen der walisischen Fürsten von Deheubarth, denen das bewaldete, hügelige Hinterland von Kidwelly zahlreiche Deckungsmöglichkeiten für Angriffe bot. Zwischen 1259 und 1201, von 1215 bis 1220 und von 1231 bis 1244 war die Region im Besitz der Fürsten von Deheubarth. 
Vor 1139 fiel die Baronie an Maurice de Londres von Ogmore Castle. Durch die Heirat der Erbtochter Hawise de Londres mit Patrick de Chaworth fiel die Herrschaft um 1240 an die Familie Chaworth. 1297 heiratete die Erbtochter Maud de Chaworth Henry Plantagenet, der 1324 zum Earl of Lancaster erhoben wurde. Die Herrschaft wurde damit ein Teil des späteren Duchy of Lancaster. Zusammen mit Ogmore, Grosmont, Skenfrith, White Castle, Monmouth, Brecon und Caldicot gehörte es zu den südlichen Besitzungen des Duchy of Lancaster in Wales. Nachdem Henry Bolingbroke 1399 englischer König wurde, gehörte Kidwelly mit Unterbrechung durch die Herrschaft von Rhys ap Thomas von 1485 bis 1531 zum Privatbesitz der englischen Könige. Durch die Gesetze zur Eingliederung von Wales endete unter König Heinrich VIII. die Eigenständigkeit der Baronie endgültig.
Der Lord von Kidwelly hatte das Privileg, dass der König oder sein Justiciar, wenn er von Neath nach Laugharne durch die Baronie reiste, von ihm mit wehender Fahne begleitet werden musste.